# پیتر توی
پیتر توی (به انگلیسی: Peter Tavy) یک منطقهٔ مسکونی در بریتانیا است که در West Devon واقع شده‌است.